# A Grape Dope
John Herndon es un artista y músico estadounidense. Asentado en Chicago, toca la batería y la percusión, como a su vez trabaja como instrumentalista hip-hop bajo el alias de «A Grape Dope».

## Biografía
Es miembro oficial de bandas como Isotope 217 y Tortoise, como batería principalmente aunque en casos contados usa instrumentos de percusión alternativos o teclado. Lanzó el EP Missing Dragons bajo el alias de A Grape Dope en Galaxia en el 2003.

### Álbumes
- Backyard Bangers (2020)

### EP
- Immediate Action (2000)
- Missing Dragons (2003)

### Como productor
- Deep Puddle Dynamics - «More from June» del álbumWe Ain't Fessin' (Double Quotes) (2002)

### Colaboraciones
- Themselves - «You Devil You» y «Hat in the Wind» del álbumThe No Music (2002)
- Doseone - «By Horoscope Light I&II» del álbum Ha (2005)

### Remixes
- Tommy Guerrero  - «Birds Over Head (John Herndon Remix)» del álbumJunk Collector (2001)
- Trans Am - «Cold War» del álbumExtremixxx (2002)
- Themselves - «Dr. Moonorgun Please» del álbumThe No Music of AIFFS (2003)
- Via Tania - «On Sawyer» del álbumBoltanski (2004)
- Via Tania - «Felt Cave» del álbum True (2005)